# Campeonato Português de Rugby de 2008–09
O Campeonato Nacional da Divisão de Honra 2008/2009 contou com 8 clubes, acabando com o título do GD Direito.
Final
03/05/2009 GD Direito - AEIS Agronomia, 32-25 no Jamor
3.º e 4.º Lugares
CF Os Belenenses - CDUL, 41-41 (CDUL venceu por diferença de ensaios marcados 5-4)
Meias Finais (2ª mão) - 25 e 26 de Abril de 2009
GD Direito - CF Os Belenenses, 18-10
AEIS Agronomia - CDUL, 19-3
Meias Finais (1ª mão) - 18 e 19 de Abril de 2009
CDUL - AEIS Agronomia, 9-9
CF Os Belenenses - GD Direito, 3-9

## CN da Divisão de Honra/Super Bock - Fase Apuramento
| Pos | Equipa                    | J  | V  | E | D  | M   | S   | Bónus | T/Pts |
| --- | ------------------------- | -- | -- | - | -- | --- | --- | ----- | ----- |
| 1   | AEIS Agronomia            | 14 | 13 | 0 | 1  | 714 | 88  | 13    | 65    |
| 2   | GD Direito                | 14 | 12 | 0 | 2  | 555 | 263 | 10    | 58    |
| 3   | CF Belenenses             | 14 | 10 | 0 | 4  | 590 | 274 | 9     | 49    |
| 4   | CDUL                      | 14 | 9  | 0 | 5  | 397 | 162 | 8     | 44    |
| 5   | Clube de Rugby do Técnico | 14 | 4  | 0 | 10 | 234 | 479 | 5     | 21    |
| 6   | SL Benfica                | 14 | 4  | 0 | 10 | 168 | 428 | 2     | 18    |
| 7   | CDUP                      | 14 | 4  | 0 | 10 | 181 | 472 | 1     | 17    |
| 8   | GDS Cascais               | 14 | 0  | 0 | 14 | 124 | 828 | 1     | 1     |

## Calendário
|                           | AGR  | GDD   | CFB   | CDUL | CRT   | SLB   | CDUP  | GDS   |
| AEIS Agronomia            |      | 49-10 | 24-25 | 27-3 | 55-3  | 46-5  | 36-9  | 127-0 |
| GD Direito                | 8-56 |       | 55-19 | 20-7 | 63-6  | 52-14 | 61-0  | 67-16 |
| CF Belenenses             | 8-34 | 23-35 |       | 11-6 | 41-6  | 41-25 | 48-12 | 74-22 |
| CDUL                      | 9-10 | 22-33 | 23-16 |      | 48-9  | 42-0  | 40-16 | 42-15 |
| Clube de Rugby do Técnico | 3-90 | 7-35  | 14-69 | 0-17 |       | 22-12 | 32-5  | 80-0  |
| SL Benfica                | 5-43 | 0-34  | 0-50  | 9-36 | 13-8  |       | 23-7  | 16-0  |
| CDUP                      | 0-49 | 5-68  | 11-73 | 9-17 | 20-13 | 21-5  |       | 46-17 |
| GDS Cascais               | 0-68 | 3-37  | 7-94  | 0-85 | 13-32 | 26-41 | 5-18  |       |